# Наш клич (1933)
Наш клич — львівський тижневик, який виходив із 19 березня до 23 жовтня 1933 року під контролем ОУН. Відповідальним за видання був Володимир Янів. Його перші два числа (за 19 і 26 березня 1933) конфіскувало Львівське гродське (міське) староство. Однак часопис і далі з’являвся в місті значним накладом.
Редакція газети «Наш клич», яка розцінюється як орган ОУН у Галичині, вважала за потрібне наголосити: 
|  | Український націоналізм не є рішуче наслідуванням, але якраз самостійним, творчим рухом! Його ідеєю є відшукати й перевести в життя велике післанництво України. [...] І помиляється, хто шукає для націоналізму взорів у фашизмі або гітлєризмі! |

У жовтні 1933 року польська адміністрація призупинила видання цього часопису, а головного редактора посадила у в'язницю.